# لاری گرجستان
لاری (به گرجی: ლარი؛ ایزو ۴۲۱۷: GEL) یکای پول کشور گرجستان است که هر یک لاری به ۱۰۰ تتری تقسیم می‌شود. واژهٔ لاری برگرفته از گرجی باستان است که معنای «دارایی» و «ذخیره‌کردن» می‌دهد، در حالی‌که تتری اصطلاح پولی گرجستان باستان است به معنای «سفید» که در پادشاهی کولخیس در سدهٔ ششم پیش از میلاد استفاده می‌شد.

## تاریخچه

### کوپانی
در ۵ آوریل ۱۹۹۳، گرجستان تصمیم گرفت روبل روسیه را با یکای پول موقتی به‌نام کوپانی (Kuponi) جایگزین کند. این یکای پول که فقط شامل اسکناس می‌شد و هیچگونه یکای کوچکتری نداشت، دچار پدیدهٔ ابر تورم‌ها شده‌بود. اسکناس‌های صادرشده بین ۱ تا ۱ میلیون کوپانی بودند که شامل اسکناس‌های غیرمعمول ۳، ۳۰۰۰، ۳۰٬۰۰۰ و ۱۵۰٬۰۰۰ کوپانی بودند.

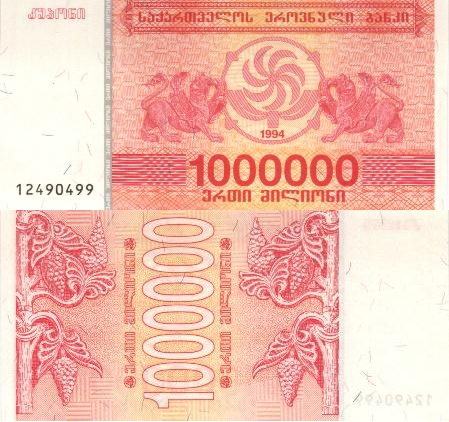
اسکناس یک میلیون کوپانی

### لاری
در ۲ اکتبر ۱۹۹۵ میلادی دولت ادوارد شواردنادزه یکای پول لاری را با نرخ هر لاری در برابر یک میلیون کوپانی، جایگزین کوپانی کرد که از آن پس تاکنون تقریباً نرخ ثابتی داشته‌است.

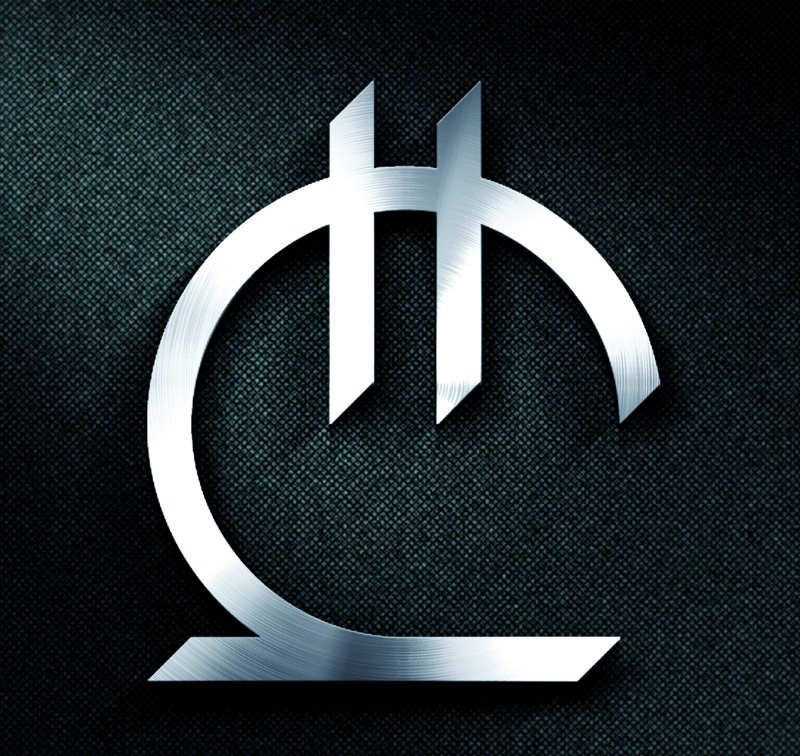
از نماد لاری در تاریخ ۸ ژوئیه ۲۰۱۴ رونمایی شد.

## سکه‌ها
سکه‌های صادرشده به‌صورت ۱، ۲، ۵، ۱۰، ۲۰ و ۵۰ تتری و همچنین ۱ و ۲ لاری هستند.
| تصویر | تصویر | ارزش    | ویژگی‌های ظاهری                   | ویژگی‌های ظاهری | ویژگی‌های ظاهری                                                  | توضیحات | توضیحات                                                                     | توضیحات | تاریخِ                                          | تاریخِ | تاریخِ | ملاحظات                                  |      |                                          |                                          |
| رو | پشت   | ارزش    | قُطر × ضخامت                      | وزن            | جنس                                                             | رو | پشت                                                                         | لبه     | نخستین ضرب                                     | صدور  | خروج  | ملاحظات                                  |      |                                          |                                          |
| --- | ----- | ------- | -------------------------------- | -------------- | --------------------------------------------------------------- | --- | --------------------------------------------------------------------------- | ------- | ---------------------------------------------- | ----- | ----- | ---------------------------------------- | ---- | ---------------------------------------- | ---------------------------------------- |
| |       | ۱ تتری  | ۱۵٫۰ میلی‌متر × unknown thickness | ۱٫۳۸ گرم       | فولاد ضدزنگ                                                     | برجغالی (نمادی گرجی از خورشید همراه با ۷ بالِ چرخان) بر فراز درخت زندگی مسیحی، و تاریخ ضرب سکه «۱۹۹۳» با عبارتی به انگلیسی و گرجی در حاشیهٔ سکه:“საქართველოს რესპუბლიკა” “REPUBLIC OF GEORGIA” | عدد «۱» در بالای سکه همراه با عبارت “თეთრი” (تتری) و شکل گیاه ویره در پایین | صاف     | ۱۹۹۳                                           | ۱۹۹۳  | —     | حاشیهٔ پشت سکه با گیاه مدور تزئین شده‌است. |      |                                          |                                          |
| |       | ۲ تتری  | ۱۷٫۵ میلی‌متر × unknown thickness | ۱٫۹۰ گرم       | فولاد ضدزنگ                                                     | برجغالی (نمادی گرجی از خورشید همراه با ۷ بالِ چرخان) بر فراز درخت زندگی مسیحی، و تاریخ ضرب سکه «۱۹۹۳» با عبارتی به انگلیسی و گرجی در حاشیهٔ سکه:“საქართველოს რესპუბლიკა” “REPUBLIC OF GEORGIA” | فولاد ضدزنگ                                                                 | صاف     | طاووس                                          | صاف   | ۱۹۹۳  | حاشیهٔ پشت سکه با گیاه مدور تزئین شده‌است. | ۱۹۹۳ | —                                        | حاشیهٔ پشت سکه با گیاه مدور تزئین شده‌است. |
| |       | ۵ تتری  | ۲۰٫۰ میلی‌متر × unknown thickness | ۲٫۵۰ گرم       | فولاد ضدزنگ                                                     | برجغالی (نمادی گرجی از خورشید همراه با ۷ بالِ چرخان) بر فراز درخت زندگی مسیحی، و تاریخ ضرب سکه «۱۹۹۳» با عبارتی به انگلیسی و گرجی در حاشیهٔ سکه:“საქართველოს რესპუბლიკა” “REPUBLIC OF GEORGIA” | فولاد ضدزنگ                                                                 | صاف     | شیر                                            | صاف   | ۱۹۹۳  | حاشیهٔ پشت سکه با گیاه مدور تزئین شده‌است. | ۱۹۹۳ | —                                        | حاشیهٔ پشت سکه با گیاه مدور تزئین شده‌است. |
| |       | ۱۰ تتری | ۲۲٫۰ میلی‌متر × unknown thickness | ۳٫۰۰ گرم       | فولاد ضدزنگ                                                     | برجغالی (نمادی گرجی از خورشید همراه با ۷ بالِ چرخان) بر فراز درخت زندگی مسیحی، و تاریخ ضرب سکه «۱۹۹۳» با عبارتی به انگلیسی و گرجی در حاشیهٔ سکه:“საქართველოს რესპუბლიკა” “REPUBLIC OF GEORGIA” | فولاد ضدزنگ                                                                 | صاف     | سنت مامایی سوار بر شیر. برگرفته از صومعه گلاتی | صاف   | ۱۹۹۳  | حاشیهٔ پشت سکه با گیاه مدور تزئین شده‌است. | ۱۹۹۳ | —                                        | حاشیهٔ پشت سکه با گیاه مدور تزئین شده‌است. |
| |       | ۲۰ تتری | ۲۵٫۰ میلی‌متر × unknown thickness | ۵٫۰۰ گرم       | فولاد ضدزنگ                                                     | برجغالی (نمادی گرجی از خورشید همراه با ۷ بالِ چرخان) بر فراز درخت زندگی مسیحی، و تاریخ ضرب سکه «۱۹۹۳» با عبارتی به انگلیسی و گرجی در حاشیهٔ سکه:“საქართველოს რესპუბლიკა” “REPUBLIC OF GEORGIA” | فولاد ضدزنگ                                                                 | صاف     | گوزن                                           | صاف   | ۱۹۹۳  | حاشیهٔ پشت سکه با گیاه مدور تزئین شده‌است. | ۱۹۹۳ | —                                        | حاشیهٔ پشت سکه با گیاه مدور تزئین شده‌است. |
| |       | ۵۰ تتری | ۱۹٫۰ میلی‌متر × unknown thickness | ۲٫۵۰ گرم       | فولاد با روکش برنج                                              | برجغالی (نمادی گرجی از خورشید همراه با ۷ بالِ چرخان) بر فراز درخت زندگی مسیحی، و تاریخ ضرب سکه «۱۹۹۳» با عبارتی به انگلیسی و گرجی در حاشیهٔ سکه:“საქართველოს რესპუბლიკა” “REPUBLIC OF GEORGIA” | شیردال                                                                      | صاف     | صاف                                            | ۱۹۹۳  | ۱۹۹۳  | حاشیهٔ پشت سکه با گیاه مدور تزئین شده‌است. | —    | حاشیهٔ پشت سکه با گیاه مدور تزئین شده‌است. |                                          |
| |       | ۵۰ تتری | ۲۴٫۰ میلی‌متر × unknown thickness | ۶٫۵۰ گرم       | نیکل                                                            | نشان ملی گرجستان | عدد ۵۰                                                                      | صاف     | ۲۰۰۶                                           | ۲۰۰۶  | —     | حاشیهٔ پشت سکه با نقاطی تزئین شده‌است.     |      |                                          |                                          |
| |       | ۱ لاری  | ۲۶٫۲ میلی‌متر × unknown thickness | ۷٫۸۰ گرم       | نیکل                                                            | نشان ملی گرجستان | عدد «۱» و عبارت “ლარი” (لاری)                                               | صاف     | صاف                                            | ۲۰۰۶  | ۲۰۰۶  | —                                        | شیر  |                                          |                                          |
| |       | ۲ لاری  | ۲۷٫۰ میلی‌متر × unknown thickness | ۸٫۰۰ گرم       | حلقهٔ داخلی: مس-آلومینیم-نیکل حلقهٔ بیرون: آلیاژ نیکل (طلایی رنگ) | نشان ملی گرجستان | عدد «۲» و عبارت “ლარი” (لاری)                                               | صاف     | صاف                                            | ۲۰۰۶  | ۲۰۰۶  | —                                        | شیر  | —                                        |                                          |
| These images are to scale at 2.5 pixels per millimetre. For table standards, see the coin specification table. |       |         |                                  |                |                                                                 | |                                                                             |         |                                                |       |       |                                          |      |                                          |                                          |

## اسکناس‌ها

### سری دوم
بانک ملی گرجستان میان سال‌های ۲۰۱۶ تا ۲۰۱۹ با انتشار پنج اسکناس تازه سری دوم لاری را روانه بازار کرد؛ این سری توسط شرکتی لهستانی به چاپ می‌رسد.